# Stamboom Gösta von dem Bussche-Haddenhausen (1902-1996)
Dit is de stamboom van Gösta von dem Bussche-Haddenhausen (1902-1996).
| Grootouders                                                                               | Julius von dem Bussche-Haddenhausen (1827-1882) x 1865 Juliane von Salviati (1834-1892)                     | Eberhard von dem Bussche-Ippenburg (1851-1937) x 1875 Barbara von Chelius (1856-1949)                       |
| Ouders                                                                                    | Georg von dem Bussche-Haddenhausen (1869-1923) x 1896 Gabrielle Marie von dem Bussche-Ippenburg (1877-1973) | Georg von dem Bussche-Haddenhausen (1869-1923) x 1896 Gabrielle Marie von dem Bussche-Ippenburg (1877-1973) |
| Gösta von dem Bussche-Haddenhausen (1902-1996) x 1924 Klaus Felix van Amsberg (1890-1953) | | |
| Kinderen                                                                                  | Claus (1926-2002) x 1966 Beatrix van Oranje-Nassau (1938)                                                   | Claus (1926-2002) x 1966 Beatrix van Oranje-Nassau (1938)                                                   |
| Kleinkinderen                                                                             | Willem-Alexander (1967) Friso (1968) Constantijn (1969)                                                     | Willem-Alexander (1967) Friso (1968) Constantijn (1969)                                                     |